# Kennedy Summers
Kennedy Summers (Berlino, 3 marzo 1987) è una modella tedesca, è stata scelta come Playmate dell'anno nel 2014 dalla rivista Playboy.

## Biografia
Kennedy è nata a Berlino, ma quando ha compiuto 8 anni si è trasferita con i suoi genitori a Chicago. Dopo aver terminato gli studi ha lavorato come infermiera in un ospedale di Chicago, fino alla fine del 2009.
Nel gennaio del 2010 ha iniziato la sua carriera come una modella per Victoria's Secret, per poi decidere di lavorare nella rivista Playboy. Dopo essere stata scelta come Playmate of the Month (modella del mese) di dicembre 2013, è stata eletta poi nello stesso anno come la 55° Playmate of the Year (modella dell'anno) 2014.